# Arnold Split
El Arnold Split es una de las múltiples rutinas de entrenamiento que existen dentro del mundo del gimnasio y la musculación, sin una fecha de origen exacta, ya que se fue desarrollando con el tiempo. Dicha rutina es una de las más conocidas debido a que fue creada por el mismo Arnold Schwarzenegger, uno de los culturistas más importantes de la historia, ya que gracias a él se empezó a reconocer como un deporte el arte de construir los cuerpos. Es un entrenamiento en el que se dispone de la fuerza de las diferentes partes del cuerpo para levantar pesos con el fin de ganar músculo.

## Historia
Las rutinas de entrenamientos se crearon para tener un orden contralado de los ejercicios que se hacen por cada grupo muscular y por cada día de entrenamiento. El Arnold Split se hizo famoso porque era una rutina creada por Arnold Schwarzenegger, uno de los mejores culturistas de la historia y uno de los principales motivos por los que se empezó a conocer el culturismo. El 7 veces campeón del Mr. Olympia (campeonato anual de culturismo), títulos que ganó entre 1970 y 1980.
No se sabe la fecha exacta en la que se creó dicha rutina, pero se estima que fue durante la época del Pumping Iron, cuando Schwarzenegger decidió grabar un docudrama sobre las competiciones de culturismo en las que competía. A partir de entonces, mucha gente decidió empezar a entrenar como el roble austriaco, que se mantuvo invicto en el Mr. Olympia entre 1970 y 1975, para intentar alcanzar un físico como el de la misma leyenda del culturismo.

## Rutina

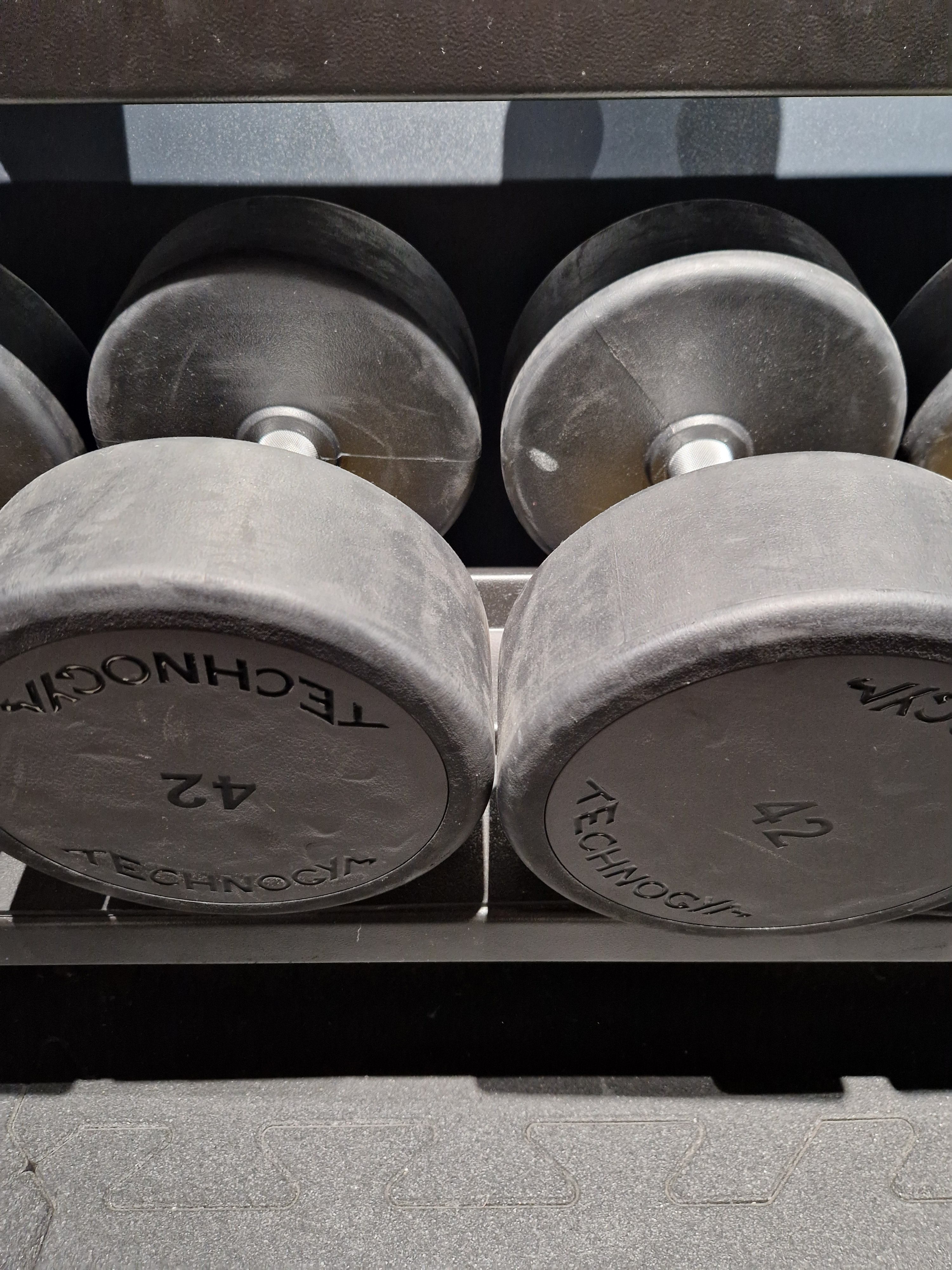
Pesas de 42 kilos

El Arnold Split se compone en una rutina de entrenamiento dividido en 6 días, basado en la repetición de la misma rutina una vez a la semana, como se muestra en la siguiente tabla:
| Día | Músculos                 |
| --- | ------------------------ |
| 1º  | Pecho y espalda          |
| 2º  | Hombro, tríceps y bíceps |
| 3º  | Pierna                   |
| 4º  | Pecho y espalda          |
| 5º  | Hombro, tríceps y bíceps |
| 6º  | Pierna                   |

Cada grupo muscular tiene diferentes ejercicios para fortalecer dichas zonas, aunque para esta rutina no hay ninguno especificado. Cada parte del cuerpo tiene unos movimientos determinados para ejercitarlas. Por ejemplo, del pectoral se deben entrenar las tres partes en las que se divide el mismo: pectoral superior, pectoral medio y pectoral inferior.